# Franz Kaspar Ferdinand von Landsberg zu Erwitte
Franz Kaspar Ferdinand von Landsberg zu Erwitte (* 2. März 1670; † 30. September 1748 auf Schloss Wocklum bei Balve) aus dem Adelsgeschlecht der Herren von Landsberg war Gutsherr, Domherr sowie hochrangiger Beamter des Herzogtums Westfalen.

## Leben
Landsberg war der Sohn des Landdrosten und Generals Daniel Dietrich von Landsberg zu Erwitte und dessen Ehefrau Jutta Antonetta von und zu Leyen und Bongard. Seine Geschwister Franz Dietrich Joseph, Franz Johann Ferdinand, Franz Ferdinand, Franz Anton und Franz Ludolf waren Domherren. Sein Halbbruder Ferdinand Franz war ebenfalls Domherr. 
Vermittelt durch seinen Bruder Franz Dietrich Joseph erhielt er 1676 eine Dompräbende in Osnabrück. In den Jahren 1690 und 1691 verbrachte er ein Biennium in Rom. Im Jahr 1701 wurde er Inhaber des bischöflichen Sacellanats zu Schleddehausen. Aus diesem Grund verlegte Landsberg seinen Wohnsitz nach Osnabrück. Ein Jahr später erhielt er eine weitere Domherrenstelle durch seinen Bruder Franz Johann Ferdinand in Münster. Im Jahr 1702 folgte die Weihe zum Subdiakon.
Im Jahr 1728 wurde Landsberg Erbdroste des Amtes Balve und Droste im Amt Erwitte im Herzogtum Westfalen. Ein Jahr später wurde er zum „Wirklichen Adeligen Rat“ bei der Regierung des Herzogtums in Arnsberg ernannt.
Landsberg gab mit päpstlicher Dispens seine geistlichen Ämter 1732 auf, um nach dem Tod seiner Brüder die Familiengüter zu übernehmen. Im Alter von 62 Jahren heiratete er ebenfalls mit päpstlicher Erlaubnis Anna Maria Theresia von der Recke zu Steinfurt. Aus dieser Ehe sind die Kinder Anna Adolphina (* 1751, ⚭ Hermann von Spiegel zum Desenberg), Clemens August (1733–1785, Beamter), Johann Matthias von Landsberg zu Erwitte (1734–1813, Hofkammerpräsident) und Franz Karl (1735–1779, Domherr) hervorgegangen.
Im Jahre 1732 wurde er zum „Geheimen Kurkölnischen Rat“ ernannt. 1742 wurde Landsberg Großkreuzherr des St. Michael-Ritterordens.
Er wurde im Dom zu Münster beigesetzt. Sein im Zweiten Weltkrieg zerstörtes Epitaph wurde von Johann Wilhelm Gröninger geschaffen. Einer seiner Söhne war Johann Matthias von Landsberg zu Erwitte.